# ليلي (فلم 1953)
ليلي (بالإنجليزية: Lili) هو فيلم دراما تم إنتاجه في الولايات المتحدة وصدر في سنة 1953 من بطولة زازا غابور.

## ترشيحات وجوائز
| السنة | الحدث  | الفئة               | النتيجة |
| ----- | ------ | ------------------- | ------- |
|       | أوسكار | أفضل موسيقى تصويرية | فوز     |

## الميزانية والإيرادات
حقق أرباحا تقدر بـ 1.5 مليون دولار ().

## وصلات خارجية
- مقالات تستعمل روابط فنية بلا صلة مع ويكي بيانات

1. ↑  "معلومات عن ليلي (فيلم 1953) على موقع synchronkartei.de". synchronkartei.de. مؤرشف من الأصل في 2022-03-16.
2. ↑  "معلومات عن ليلي (فيلم 1953) على موقع britannica.com". britannica.com. مؤرشف من الأصل في 2023-02-27.
3. ↑  "معلومات عن ليلي (فيلم 1953) على موقع moviepilot.de". moviepilot.de. مؤرشف من الأصل في 2022-11-12.